# Lonar (jezioro)
Lonar – jezioro meteorytowe, wypełniające krater uderzeniowy, w stanie Maharasztra, w Indiach. Skały tego krateru są widoczne na powierzchni ziemi.

## Jezioro
Jezioro Lonar jest jeziorem słonym, zawierającym dużą ilość jonów sodu i węglanów. Zasolenie zmienia się ze zmianami pór roku, rośnie w porze suchej. Jest to jedyne na Ziemi jezioro, znajdujące się w kraterze meteorytowym powstałym w skałach bazaltowych. Powierzchnia jeziora znajduje się 137 m poniżej obrzeża krateru, co chroni ją przed wiatrem i utrudnia mieszanie wód. Woda jeziora przy brzegu może mieć odczyn neutralny (pH = 7), ze względu na istnienie wypływów wody słodkiej, ale w głębi jeziora ma odczyn silnie zasadowy, osiąga pH = 11. W centrum jeziora żyją mikroorganizmy halofilne, natomiast u jego brzegów można spotkać liczne ptaki, jaszczurki, a także ssaki takie jak gazele.
Nad jeziorem widoczna jest także obecność ludzka. Ludzie od wieków wydobywali z niego sól, a ponadto wznieśli nad nim świątynie; współcześnie istnieje ich osiem, niektóre są częściowo pogrążone w wodach jeziora. Otaczają je pola uprawne i wsie.

## Krater
Lonar wypełnia geologicznie młody krater uderzeniowy, którego wiek ocenia się na od 46 do 58 tysięcy lat. Istnieje również nowsze oszacowanie wskazujące wiek około 500 tys. lat (obie oceny plasują jego powstanie w plejstocenie). Ma on średnicę około 1800 m. Utworzył go upadek na skały wulkaniczne małej planetoidy, która najprawdopodobniej nadleciała ze wschodu i uderzyła w podłoże pod kątem 30–45°. Pierwotnie krater miał głębokość 230–245 m, ale z czasem wypełniły go osady, przez co ma obecnie 150 m głębokości. Obrzeże krateru jest podniesione względem otaczającego terenu, stoki mają obecnie nachylenie 5–25°. Skały podłoża to pokłady lawy bazaltowej o miąższości około 400 metrów, stanowiące fragment trapów Dekanu. Z tej przyczyny geolodzy początkowo wysnuwali hipotezę, że utworzyła go erupcja wulkanu. Jednak jeszcze w 1896 G.K. Gilbert wskazał na podobieństwo skał tego krateru i krateru Barringera w Arizonie. Skały w kraterze wykazują diagnostyczne cechy uderzenia meteorytu: planarne struktury deformacyjne, stożki zderzeniowe oraz obecność szkliwa impaktowego – maskelinitu.